# MBLE Épervier
Die MBLE Épervier (Sperber) ist ein unbemanntes Luftfahrzeug (UAV) zur Gefechtsfeldaufklärung und -überwachung des belgischen Herstellers Manufacture Belge de Lampes et de Materiél Electronique aus den 1970er Jahren. Nicht-NATO-Staaten wurde das System mit identischer Ausrüstung, aber anderen Codes und Funkfrequenzen unter dem Namen „Asmodeé“ angeboten.

## Geschichte
Das Konzept für den Bau der belgischen Drohne des Types Delta Epervier wurde nach den Vorgaben einer NATO-Ausschreibung entwickelt. Am 11. Juli 1969 entschied sich die belgische Regierung für eine finanzielle Unterstützung des Vorhabens. Es wurde realisiert durch das Unternehmen MBLE. 1972 und 1973 durchlief das System eine offizielle militärische Evaluation, 1976 wurde es als einsatzfähig deklariert. 30 Stück wurden beschafft, zu einem Stückpreis von 27 Millionen Belgischen Franken, was einem heutigen Preis von 670.000 Euro entspricht. Die Drohne ist mit einem Lucas CT 3201 Strahltriebwerk ausgestattet.

## Konstruktion
Das Gerät besitzt einen Delta-Tragflügel aus Aluminium, der von Sonaca (Gosselies) als Unterauftragnehmer gefertigt wird.  Der Start erfolgt via Jet Assisted Take-off (JATO), also mit einer Starthilfsrakete von 1200 kg innert 0,7 Sekunden. Zur Landung befindet sich ein Fallschirm von 60 m² in der Flugzeugnase, wobei ein „Circular Error Probable“ von 150 m garantiert wird.
Die Kameraausrüstung besteht aus „Omera“ 70-mm-Tag- oder Nachtkameras. Für Nachtaufnahmen werden zur Beleuchtung zehn „Flares“ mitgeführt. Möglich ist ebenfalls eine „SAT Cyclope“ Infrarot Scanning-Ausrüstung.
Das Gesamtsystem umfasst neben dem UAV mit seinen Sensoren, ein mobiles Startgerät und ein Kontrollzentrum (Drone Control Center), das die Steuerung und Kursverfolgung übernimmt. Zusätzlich gibt es eine mobile Einheit zur Entwicklung und Interpretation der aufgenommenen Fotos.

## Technische Daten
| Kenngröße             | Daten                                                                                 |
| --------------------- | ------------------------------------------------------------------------------------- |
| Länge                 | 2,38 m                                                                                |
| Spannweite            | 1,72 m                                                                                |
| Höhe                  | 0,92 m                                                                                |
| Nutzlast              | etwa 20 kg                                                                            |
| Treibstoff            | 26 kg                                                                                 |
| max. Startmasse       | 142 kg                                                                                |
| Marschgeschwindigkeit | 500 km/h                                                                              |
| Einsatzradius         | 92,5 km                                                                               |
| Triebwerke            | ein Lucas CT 3201 Turbojet-Triebwerk mit 0,49 kN Schub. JATO-Flaschen für Startboost. |